# Rihito Yamamoto
Rihito Yamamoto (山本 理仁 Yamamoto Rihito?), född 12 december 2001 i Kanagawa prefektur, är en japansk fotbollsspelare.
Yamamoto började sin karriär 2019 i Tokyo Verdy.